# Ameerega labialis
Ameerega labialis är en groddjursart som först beskrevs av Cope 1874.  Ameerega labialis ingår i släktet Ameerega och familjen pilgiftsgrodor. IUCN kategoriserar arten globalt som otillräckligt studerad. Inga underarter finns listade i Catalogue of Life.